# Saimir Kumbaro
Saimir Kumbaro (ur. 5 maja 1945 w Tiranie) – albański aktor, reżyser i scenarzysta filmowy. 

## Życiorys
W 1969 ukończył studia na Wydziale Aktorskim Instytutu Sztuk w Tiranie. Po studiach rozpoczął pracę jako asystent reżyserów Viktora Gjiki i Piro Milkaniego w Studiu Filmowym Nowa Albania (alb. Kinostudio Shqipëria e Re). Pierwszym filmem fabularnym, który reżyserował (razem z R.Ljarją) był zrealizowany w 1975 Rrugicat që kërkonin diell. Film ten zdobył główną nagrodę na Festiwalu Filmów Albańskich w Tiranie. Po upadku komunizmu w Albanii jego filmy zostały dostrzeżone także poza granicami kraju. Film Vdekja e kalit zdobył nagrodę na Międzynarodowym Festiwalu Filmowym w Saint-Étienne. Od 1995 r. zajmuje się głównie realizacją filmów dokumentalnych. Był współproducentem filmu Spojrzenie Odyseusza Teo Angelopoulosa.
W latach 70. kręcił także filmy dokumentalne o tematyce społecznej i sportowej. Przez prezydenta Albanii został wyróżniony tytułem Wielkiego Mistrza (Mjeshter i Madh). W 2017 wziął udział w debacie, dotyczącej wyświetlana filmów z czasów komunistycznych, sprzeciwiając się ich cenzurze.
W życiu prywatnym żonaty, ma dwie córki.

## Filmy fabularne
- 1975: Rrugicat që kërkonin diell (Uliczki, które szukają słońca)
- 1976: Ilegalët
- 1978: Koncert në vitin 1936 (Koncert w roku 1936)
- 1980: Gëzhoja e vjetër
- 1981: Gjurmë në kaltërsi
- 1983: Gracka (Pułapka)
- 1984: Nxënsit e klasës sime (Uczniowie z mojej klasy)
- 1985: Tre njerëz me guna
- 1986: Rrethimi i vogël
- 1989: Historiani dhe kameleonet (Historyk i kameleon)
- 1991: Vdekja e kalit
- 1994: Të burgosurit e galerisë
- 2009: Ne dhe Lenin

## Filmy dokumentalne
- 1972: Lashtësi e një qyteti (Antyczność pewnego miasta)
- 1973: Uzine dhe shkolle (Fabryka i szkoła)
- 1973: Misri hibrid Rozafat
- 1974: Ne fushat e futbollit (Na boiskach piłkarskich)
- 1974: Kujdes nga zjarrit (Uwaga na ogień)
- 1976: Femijet, balta, qelqi
- 1976: Si nje trup i vetem (Jak samo ciało)
- 2007: Azem, ti je gjallë (Azem, ty żyjesz)

## Role filmowe
- 1967: Ngadhjenim mbi vdekjen
- 1969: Njësiti guerril jako Gjergji
- 1969: Plagë të vjetra
- 1972: Kapedani